# Daniel Foucher
 (avril 2025).
Si vous disposez d'ouvrages ou d'articles de référence ou si vous connaissez des sites web de qualité traitant du thème abordé ici, merci de compléter l'article en donnant les références utiles à sa vérifiabilité et en les liant à la section « Notes et références ».
Daniel Foucher (né en 1929) est un docteur en théologie, prêtre au diocèse de Nantes et écrivain français.

## Ouvrages
- Répondre aux questions: Dieu, Satan, l'Au-delà, la Résurrection, Le Purgatoire, la Femme, la Famille
- Job et le mystère du mal
- Pourquoi l'Enfer si Dieu est Amour ?
- Énigmes et mystères: la Liberté, la Rédemption, la Mort ?
- L'Église et le mystère de ses commencements
- Pain rompu, corps livré
- Les Juifs, les Chrétiens et les autres
- L'avenir d'Israël, des Chrétiens et des Nations
- Du Dieu qui est Esprit à l'Esprit qui est Dieu
- Dieu seul est Humain
- Comment lire la bible aujourd'hui
- Les rencontres de Jésus dans l'Évangile de Saint Jean
- L'Amour humain a-t-il un sens ?
- Marie dans notre histoire et dans la Trinité
- Le langage, la grammaire et la Foi
- Est-ce que toutes les religions se valent ?
- Bonheur et pauvreté de Dieu
- La grâce est-elle plus originelle que le péché ?
- Réincarnation ou résurrection ?
- Les grands symboles de la Bible: le Feu, l'Eau, la Lumière
- Qui est Jésus-Christ à travers l'Évangile de Marc ?
- La culpabilité ? Comment s'en délivrer ?
- Feuilles d'Évangile
- Pour mieux comprendre l'Écriture aujourd'hui
- Comment devenir Frères Universels tout en valorisant nos différences ?
- Jonas ou la menace différéePremière partie de La Fin du monde est-elle pour demain ?
- Discours de Jésus sur la fin, Luc 21Seconde partie de 'La Fin du monde est-elle pour demain ?
- Le mystère du tempsTroisième partie de La Fin du monde est-elle pour demain ?
- Toi, Dieu, que fais-tu quand l'homme souffre
- Nouvelles feuilles d'Évangile
- Les paraboles de la croissanceQuatre tomes
- Je réponds de ma Foi
- La psychanalyse au risque de l'Évangile
- Faut-il être baptisé pour être sauvé ?
- Notre Père, Joseph le charpentier
- Brûlante actualité de l'Apocalypse
- Je réponds de mon EspéranceRecueil d’articles divers et réflexions sur le mystère trinitaire
- En effeuillant l'ÉvangileRecueil de 138 homélies
- Pour rire aux éclatsRecueil de plus de 2 000 histoires drôles
- Quand Dieu supplie l'Homme : le Notre Père inversé
- Le carnet de bord du voyageur (2004)
- Père unique, tous frères
- Paroles de Feu
- Histoires drôles et drôles d'histoires
- Témoignages
- Restaurer le vrai visage de Dieu, 2007
- Mythe des Hommes et Réponse chrétienne, 2009
- Humanisation de Dieu et Divinisation de l'Homme, 2011
- Éclats de rire plutôt qu'Éclats de voix, 2012
- La Trinité au cœur de notre Histoire. Avons-nous une relation distincte avec chaque Personne ? (réédition), 2019
- Recueil d'homélies 1er tome, 2016
- Recueil d'homélies, 2016
- Pour bâtir ensemble une fraternité universelle, 2016
- Notre vie humaine a-t-elle un sens? La mort est-elle absurde? Qui nous dira la vérité?, 2017
- Pèlerin de la planète: ASIE, 2018
- Pèlerin de la planète: AFRIQUE, 2019
- Pèlerin de la planète: AMÉRIQUE (à paraître), 2020
- Pèlerin de la planète: Moyen-Orient (à paraître), 2021
- Rire est bon pour la santé, 2019
- Le 3ème Secret de Fatima et la Fin du Monde, 2018
- Voyage de noces en Terre Sainte, 2002